# Sågegölen
Sågegölen är en sjö i Eksjö kommun i Småland och ingår i Emåns huvudavrinningsområde. Sjöns area är 0,023 kvadratkilometer och den befinner sig 223 meter över havet.